# Sanna Marin
Sanna Mirella Marin (Helsinki, 16. studenoga 1985.) finska je političarka i bivša predsjednica vlade Finske od 2019. do 2023.
Sanna Marin rođena je u Helsinkiju, kasnije se preselila u Tampere gdje je diplomirala na gradskom sveučilištu. Godine 2006. pridružila se Socijaldemokratskoj mladeži Finske, a od 2010. do 2012. godine obnašala je dužnost potpredsjednice organizacije. Bila je članicom gradskog vijeća Tampere, a 2015. je izabrana za zastupnicu Finskog parlamenta u klubu zastupnika Socijaldemokratske partije Finske (SDP). Nakon ostavke Anttija Rinnea u jeku kontroverze oko štrajka u Finskoj pošti, Sanna Marin je 8. prosinca 2019. izabrana za predsjednicu vlade Finske. Preuzevši dužnost u dobi od 34 godine, postala je najmlađa osoba na toj dužnosti u finskoj povijesti i četvrta najmlađa državna čelnica u svijetu nakon Dritana Abazovića iz Crne Gore, Gabriela Borica iz Čilea i Ibrahima Traoréa iz Burkine Faso.
Kao predsjednica vlade, Sanna Marin je predvodila politiku borbe protiv pandemije COVID-19 pozivajući se na izvanredno stanje. Osudila je kršenja ljudskih prava Ujgura u Xinjiangu i rusku invaziju na Ukrajinu 2022. godine. Zajedno s predsjednikom Saulijem Niinistöom Sanna Marin je u svibnju 2022. najavila podnošenje zahtjeva Finske za članstvo u NATO-u. Uvrštena je na BBC-jevu listu 100 žena i prikazana je na naslovnici izdanja časopisa Time "Time100 Next" koji je u tom broju predstavio najutjecajnije međunarodne vođe.

## Životopis
Sanna Mirella Marin rođena je 16. studenoga 1985. u Helsinkiju. Živjela je u Espoou i Pirkkali i konačno se preselila u Tampere. Njezini su se roditelji razveli u njezinom ranom djetinjstvu. Obitelj se suočila s financijskim problemima, a Marinin otac Lauri Marin borio se s alkoholizmom. Nakon razvoda njezinih bioloških roditelja, Sannu Marin su odgajale majka i majčina partnerica.
Marin je 2004. godine u dobi od 19 godina završila srednju školu Pirkkala (Pirkkalan Yhteislukio). Tijekom fakultetskih studija (2007. – 2017.) radila je u pekarnici i kao blagajnica. Diplomirala je (2012.) i magistrirala (2017.) upravne znanosti na Sveučilištu u Tampereu.

### Rana politička karijera
Marininu političku karijeru BBC je opisao kao "početak u dobi od 20 godina", u godinama nakon njezine mature i početka njezine povezanosti sa Socijaldemokratskom mladeži. Sanna Marin se pridružila Socijaldemokratskoj mladeži 2006. godine, a od 2010. do 2012. obnašala je dužnost prvog potpredsjednika stranačke mladeži.
Godine 2008. neuspješno se natjecala na izborima za Gradsko vijeće Tamperea, ali se ponovno kandidirala i bila izabrana na izborima 2012. U roku od nekoliko mjeseci postala je predsjednica gradskoga vijeća i ostala na toj dužnosti od 2013. do 2017. Godine 2017. ponovno je izabrana u Gradsko vijeće. Postala je popularna na razini države nakon što su na YouTubeu objavljeni videoisječci njezinog predsjedavanja na spornim sastancima.
Sanna Marin je 2014. izabrana za drugog potpredsjednika SDP-a, a godine 2015. izabrana je u finski parlament kao zastupnica iz izbornog okruga Pirkanmaa. Četiri godine kasnije ponovno je izabrana za zastupnicu na državnim parlamentarnim izborima. Dana 6. lipnja 2019. postala je ministricom prometa i veza. Dana 23. kolovoza 2020. izabrana je za predsjednicu Finske socijaldemokratske stranke naslijedivši Anttija Rinnea.

### Finska premijerka
U prosincu 2019. Finska socijaldemokratska stranka predložila je Sannu Marin kao nasljednika Anttija Rinnea na mjestu predsjednika vlade Finske, premda Rinne je formalno ostao na čelu stranke do lipnja 2020. Sanna Marin je tijesnim brojem glasova pobijedila svog unutarstranačkog protukandidata Anttija Lindtmana. U vrijeme formiranja kabineta, većina ministara u njezinoj peterostranačkoj vladi bile su žene, njih 12 od 19. Ona je treća i najdugovječnija žena na čelu vlade u Finskoj nakon Anneli Jäätteenmäki i Mari Kiviniemi.
Nakon što ju je parlament potvrdio u dobi od 34 godine, Marin je postala najmlađa finska premijerka, a bila je najmlađi državni čelnik sve dok Sebastian Kurz nije preuzeo dužnost austrijskog predsjednika vlade u siječnju 2020.
Tijekom globalne pandemije COVID-19 2020., Marinin kabinet pokrenuo je izvanredno stanje u Finskoj kako bi ublažio posljedice epidemije. Kada švedski premijer Stefan Löfven zbog majčinog sprovoda nije mogao prisustvovati sjednici Europskoga vijeća u listopadu 2020., Sanna Marin je nazočila sjednici i kao predstavnik Švedske. Zauzvrat, Marin je zamolila Löfvena da predstavlja Finsku na sastanku Vijeća nešto kasnije istog mjeseca.

### Vanjska politika
U ožujku 2021. Sanna Marin je osudio progon etničkih Ujgura u kineskoj pokrajini Xinjiang. Naglasila je da "trgovina ili gospodarski interesi nisu razlog za ignoriranje ovih zlodjela".
Tijekom svog godišnjeg obraćanja početkom 2022. godine, kao odgovor na rusku agresiju na rusko-ukrajinskoj granici, Marin je izjavila da Finska ima pravo ući u NATO ako to želi i da bi trebala razmotriti tu opciju. Na ovu su izjavu pojedini ruski mediji odgovorili rečenicom: "Moskvi je zaboden nož u leđa".
Dana 24. veljače 2022. ruski predsjednik Vladimir Putin naredio je invaziju na Ukrajinu. Dana 25. veljače glasnogovornik ruskog ministarstva vanjskih poslova zaprijetio je Finskoj i Švedskoj "vojnim i političkim posljedicama" ako pokušaju pristupiti NATO-u, iako nijedna od tih zemalja tada to nije aktivno tražila. Obje zemlje sudjelovale su na izvanrednom samitu NATO-a kao članice NATO-ovog Partnerstva za mir i obje su osudile invaziju i pružile pomoć Ukrajini.
U veljači nakon ruske invazije na Ukrajinu 2022., Sanna Marin je komentirala potencijalno članstvo Finske u NATO-u primijetivši: "Također je sada jasno da će se rasprava o članstvu u NATO-u u Finskoj promijeniti", napominjući da bi finska prijava za članstvo u NATO-u zahtijevala masovnu političku i podršku javnosti.
U ožujku 2022. rekla je da EU mora okončati svoju ovisnost o ruskoj nafti, dodajući da "imamo na snazi vrlo oštre ekonomske sankcije s jedne strane, a s druge strane financiramo ruski rat kupujući naftu, prirodni plin i druga fosilna goriva iz Rusije."
Dana 4. ožujka 2022. predsjednik Finske Sauli Niinistö posjetio je Washington i sastao se s predsjednikom Joeom Bidenom, te brojnim drugim američkim političarima i sigurnosnim dužnosnicima. Na tiskovnoj konferenciji za finske medije Niinistö je rekao da su predsjednici na sastanku razgovarali o ruskoj invaziji na Ukrajinu i njezinom utjecaju na europsku i finsku sigurnost. Dogovorili su se i o produbljivanju finsko-američke sigurnosne suradnje i bilateralnih odnosa. Dana 12. svibnja 2022., deset tjedana nakon početka invazije, predsjednik Niinistö i premijer Marin u zajedničkoj su izjavi rekli da "Finska mora podnijeti zahtjev za članstvo u NATO-u bez odlaganja" jer bi takvo članstvo "ojačalo sigurnost Finske".
Dana 15. svibnja Niinistö i Marin objavili su da će Finska podnijeti zahtjev za članstvo u NATO-u, a 17. svibnja finski je parlament odobrio prijedlog glasovanjem 188-8. Marin je rekla kako je iznenađena protivljenjem Turske članstvu Finske u NATO-u. Izjavila je da njezina zemlja ne želi stalne baze NATO-a ili nuklearno oružje na svom teritoriju. Dana 26. svibnja 2022. Marin je otputovala u Kijev na poziv ukrajinskog premijera Denysa Shmyhala, gdje se susrela s ukrajinskim predsjednikom Volodimirom Zelenskim i posjetila ratom razorene gradove Irpin i Buču. Marin je 26. svibnja 2022. također s ukrajinskim premijerom Denisom Šmihalom potpisala bilateralni okvirni sporazum o obnovi ukrajinskog sustava obrazovanja. Dana 31. svibnja pozdravila je dogovor svih čelnika EU-a o zabrani više od 90% uvoza ruske nafte do kraja godine, glasajući za to u Europskome vijeću.
Krajem studenoga i početkom prosinca 2022. Marin je posjetila Novi Zeland i Australiju, postavši tako prvi finski premijer koji je posjetio te dvije zemlje. Sastala se s novozelandskom premijerkom Jacindom Ardern i australskim premijerom Anthonyjem Albaneseom i sklopila nekoliko sporazuma iz područja bilateralnih trgovinskih odnosa, te je raspravila o globalnoj gospodarskoj situaciji, ruskoj invaziji na Ukrajinu i ublažavanje klimatskih promjena.

## Osobni život
U siječnju 2018. Sanna Marin i njezin partner Markus Räikkönen dobili su kćer. U kolovozu 2020. Sanna Marin i Markus Räikkönen vjenčali su se u službenoj rezidenciji premijera Kesäranti. Njihovo stalno prebivalište je u četvrti Kaleva u Tampereu, ali su tijekom pandemije COVID-19 živjeli u Kesäranti.Sanna Marin je izjavila da bi se preselila na selo da ima izbora.
Sanna Marin za sebe kaže da dolazi iz "obitelji duginih boja", pošto su je odgojile dvije žene. Bila je prva osoba u svojoj obitelji koja je pohađala sveučilište. Sanna Marin je izjavila da je vegetarijanka.

## Nagrade i priznanja
Dana 23. studenoga 2020. Marin se pojavila na BBC-jevom popisu 100 žena. Forbes ju je 9. prosinca 2020. odabrao na 85. mjesto na popisu 100 najmoćnijih žena svijeta, a iste je godine proglašena Young Global Leader na Svjetskome ekonomskom forumu. Sanna Marin je izabrana za naslovnicu tematskog broja časopisa Time "Time100 Next", koji predstavlja stotinu utjecajnih lidera iz cijelog svijeta. U prosincu 2022. Financial Times je odabrao Sannu Marin na popis 25 najutjecajnijih žena, a francuski časopis Marie Claire uvrstio je Sannu Marin među najutjecajnije žene na svojoj "godišnjoj listi moći". Njemački list Bild pohvalio je Sannu Marin kao "najcool političara na svijetu". Godine 2022. Australian Broadcasting Corporation proglasila je Sannu Marin ikonom progresivnog vodstva.
Finska Republika dodijelila joj je orden Veliki križ reda bijele ruže Finske.

## Vanjske poveznice
- Službena mrežna stranica  Arhivirana inačica izvorne stranice od 9. ožujka 2023. (Wayback Machine), pristupljeno 9. ožujka 2022.